# Simon Marij
Simon Marij (latinsko Marius, nemško Mayr, Mayer, Mair), nemški astronom, * 10. januar 1573, Gunzenhausen, Bavarska, Nemčija, † 26. december 1624, Ansbach, Bavarska.

## Življenje in delo
Leta 1614 je Marij objavil svoje delo Jupitrove lune (Mundus Iovialis), kjer je opisal planet Jupiter in njegove naravne satelite. Tu je trdil, da je leta 1610 opazil največje Jupitrove satelite nekaj dni pred Galilejem. To je privedlo do spora z Galilejem. Galilei je pokazal, da je Marij podal le eno opazovanje pred njim, ki se je tudi ujemalo z njegovo sliko leg satelitov za isti datum, ki ga je Galilei objavil leta 1610. Ne glede na prvenstvo odkritja, je mitološka imena, po katerih jih poznamo danes (Io, Evropa, Ganimed in Kalisto), predlagal Marij.
Trdil je tudi, da je leta 1612 z daljnogledom odkril Andromedino meglico M31. Poznali so jo tudi arabski astronomi v srednjem veku, saj jo je odkril Abdurahman Ali Sufi leta 964. Njen videz je Marij opisal kot »plamen sveče, ki ga opazujemo skozi rog.«

## Priznanja
Poimenovanja
Po njem se imenuje krater Marij (Marius) na Luni.